# Історія освоєння мінеральних ресурсів Нігерії

Історія освоєння мінеральних ресурсів Нігерії
Видобуток залізної руди і виплавка заліза відомі з початку I тис. нашої ери. У VIII — X ст. в Іфе гірництво та металургія заліза досягли значних обсягів. Здавна племена, що населяли плато Джос, добували каситерит і кустарним способом виплавляли олово, вівся також видобуток золота, свинцево-цинкових руд, глин.
Промислове освоєння мінеральної сировини розпочинається у XX ст. (руди олова, золота, ніобію; кам'яне вугілля). Першою експортною продукцією гірничодобувної промисловості Нігерії була олов'яна руда і вугілля. Видобуток на плато Джос з 1904 р. каситериту та олов'яної руди завжди знаходилася в руках приватних компаній, а видобуток вугілля в районі Енугу — під контролем центрального уряду. З 30-х до 60-х років XX ст. Нігерія була серед лідерів видобутку рідкісних металів. Значний видобуток вугілля в басейні Енугу вівся до кінця 60-х років, але в зв'язку з переходом залізниць на дизельне паливо і появою більш дешевих і екологічно чистих нафтопродуктів почалося згортання видобутку вугілля.
Виявлення великих запасів нафти і їх подальша розробка (з кінця 50-х рр. XX ст.) привели до корінної структурної перебудови гірництва країни. Видобуток нафти ведеться з 1958 р., а з 1970 р. нафта стала основою сировинної бази Нігерії. Родовища нафти були виявлені на шельфі, в районі дельти річки Нігер і в басейні річки Анамбри. Основні райони нафтовидобутку розташовані навколо Харкорту і в Угеллі, але в перспективі перевага буде надаватися розробці шельфових родовищ і родовищ в гирлі річки Крос. У 1979 р. був досягнутий рекордний (в XX ст.) рівень нафтовидобутку — 114 млн т, але за рішенням ОПЕК, зацікавленої в збереженні високих цін на нафту, до 1983 р. квота Нігерії була визначена на рівні 61 млн т на рік.
В кінці XX ст. основними корисними копалинами Нігерії є нафта, природний газ, кам'яне вугілля, залізна руда, руди олова, рідкісних металів (ніобію, танталу), нерудні будівельні матеріали. Є також родовища і вияви бурого вугілля, урану, марганцю, вольфраму, золота, міді, молібдену, свинцю і цинку, гірничохімічна сировина, нерудна індустріальна сировина. Гірнича промисловість є основною галуззю економіки, що у 1980-і роки забезпечувала 80 % державних прибутків. У 1980—1990-х роках в країні добувалися нафта і природний газ в дельті Нігера і на шельфі, олово і колумбіт (руда ніобію) на плато Джос поблизу Енугу і вапняк (для виробництва цементу) в Нкалагу, Абеокуте, Сокото, Укпіллі і Калабарі. У вартісній структурі гірничої галузі 90 % припадало на видобуток нафти і газу. Найбільші національні компанії, які працюють в гірничій, зокрема нафтодобувній галузі — «Nigerian National Petroleum Corp.» (NNPC), «Nigerian Mining Corp.» (NMC), «Nigerian Coal Corp.» (NCC), «Associated Ores Mining Co.» (AOMC). Перспективним є розвиток видобутку вугілля, потреба в якому для двох діючих сталеливарних підприємств оцінюється в 500 тис. т/рік. Розглядається можливість виведення залізорудного підприємства Ітакпе (Itakpe) на проектну продуктивність 1 млн т/рік по мірі розвитку залізничної мережі. Компанія Nigeria Mining Corp's виконує проекти з видобутку золота, танталу, олова. Корпорація Nigeria Mining розробила амбітну програму розвитку гірничої галузі в країні.
Підготовку кадрів гірничо-геологічного профілю здійснюють в університетах міст Ібадан, Іфе, Ахмаду Бело.